# Mallada crassoneurus
Mallada crassoneurus är en insektsart som först beskrevs av Herman Willem van der Weele 1909.  
Mallada crassoneurus ingår i släktet Mallada och familjen guldögonsländor. Inga underarter finns listade i Catalogue of Life.